# Èritres (Àtica)
Èritres (grec: Ἐρυθρές, fins a 1927 anomenat Κριεκούκι, Kriekouki, que significa 'cap vermell' en arbanita) és una població grega de la perifèria de l'Àtica (unitat perifèrica de l'Àtica Occidental), situada en la part més septentrional. En el cens de 2001 tenia 3326 habitants. Antigament constituí un municipi, però a conseqüència de la reforma administrativa del Pla Cal·lícrates, en vigor a partir de gener de 2011, ha deixat de ser un municipi independent i ha estat inclosa en el municipi de Mandra-Eidyllia.
Fundada el segle xv pels arbanites establerts a l'Àtica, està situada molt a prop de l'antiga Èritres, que ja apareix al Catàleg de les naus de la Ilíada entre el contingent beoci. Així, mentre que la ciutat antiga feia part de Beòcia, actualment Èritres fa part de la perifèria de l'Àtica.

## Història
En l'antiguitat pertanyia a la regió de Beòcia. Estava situada a l'est de via Tebes-Atenes, en els contraforts del mont Citeró, proper a la frontera amb l'Àtica. Va ser la ciutat mare d'Èritres de Jònia.
El 479 aC, en el preludi de la batalla de Platea, el campament persa de Mardoni, dotat d'un mur defensiu, s'estenia d'Èritres a Hísies i arribava fins a territori de Platea, al llarg del riu Asop. A pesar que del text d'Heròdot sembli deduir-se que l'exèrcit aquemènida era acampat al sud de l'Asop i que el fort s'aixecava en el marge esquerre, és possible que la indicació d'Heròdot es refereixi al fet que la base persa s'estenia al nord de l'Asop, de Platea a l'oest fins a Èritres a l'est, però enfront de les ciutats anomenades en un altre passatge.
És esmentada també en les Hel·lèniques d'Oxirrinc: Èritres va ser una de les poblacions que, juntament amb Pòtnies, Escafes, Escolos, Àulida, Esquenos i altres localitats sense murades, havien fet sinecisme amb Tebes, ciutat que va duplicar així el seu nombre d'habitants.
Això va ocórrer davant l'amenaça dels atenesos, al començament de la Guerra del Peloponès.